# Lennart Hartmann
Lennart N. Hartmann (* 3. April 1991 in Berlin) ist ein deutscher Rechtsanwalt, Fußball- und Futsalspieler, der unter anderem für Hertha BSC spielte. Im Futsal ist er für den FC Liria Berlin aktiv.

## Karriere

### Jugend
Lennart Hartmann spielt seit dem 1. Juli 2002 für die Jugendmannschaften von Hertha BSC, wo er in der Saison 2007/08 Meister der B-Junioren-Bundesliga Nord/Nordost wurde. Im August 2008 wurde er mit der Fritz-Walter-Medaille in Silber ausgezeichnet.

### Vereine
Sein Bundesligadebüt absolvierte Hartmann am 17. August 2008 beim Spiel gegen Eintracht Frankfurt. Mit seinem Einsatz ist er jüngster Bundesligaspieler von Hertha BSC (17 Jahre, 4 Monate und 14 Tage). In den Wochen zuvor hatte er für die Profimannschaft von Hertha BSC bereits zwei Einsätze in der Qualifikation zum UEFA-Pokal sowie einen im DFB-Pokal bestritten.
Zur Saison 2011/12 wechselte Hartmann ablösefrei von der Hertha zu Alemannia Aachen. Dort unterschrieb er einen Zweijahresvertrag und traf auf seinen Freund Shervin Radjabali-Fardi.
Nachdem er bis zur Winterpause auf keinen einzigen Pflichtspieleinsatz für die Alemannia gekommen war, wechselte er im Januar 2012 zum Drittligisten SV Babelsberg 03. Nach anderthalb Jahren wechselte er im Sommer 2013 zum Regionalligisten Berliner AK 07.
Seit Sommer 2014 spielte Hartmann bei Tennis Borussia Berlin. Im Januar 2016 schloss sich Hartmann dem Sechstligisten VSG Altglienicke in der Berlin-Liga an. Mit dem Verein stieg er am Saisonende in die Oberliga auf. Nach dem Aufstieg in die Regionalliga Nordost zwangen Hartmann Hüftprobleme dort zur Aufgabe. Seitdem widmet er sich seinem Jurastudium und trainiert nebenbei eine Jugendmannschaft bei Tennis Borussia Berlin.
Von 2017 bis 2019 spielte er in der siebtklassigen Landesliga Berlin für Berlin United.
Seit 2019 steht er beim BFC Preussen unter Vertrag. Ab der Spielzeit 2021/22 übernimmt Hartmann auch den Posten als Co-Trainer.

### Nationalmannschaft
Hartmann gehörte 2016 zum ersten Aufgebot der deutschen Futsalnationalmannschaft.

## Sonstiges
Hartmann ist seit 2022 als Rechtsanwalt tätig und zudem seit November 2024 als TV-Anwalt in der Sat.1-Sendung Lenßen hilft zu sehen.